# Melissa (nome)
Melissa  è un nome proprio di persona italiano femminile.

## Varianti
- Maschili: Melisso[2][3][4]

### Varianti in altre lingue
- Albanese: Melisa
- Bosniaco: Melisa[5]
- Francese Mélissa[5]
- Greco antico
  - Dialetto attico: Μέλιττα (Melitta)[5][6]
  - Ionico: Μέλισσα (Melissa)[1][5][6]
- Hawaiiano: Melika[5]
- Inglese: Melissa[5][6][7], Melyssa[5]
  - Ipocoristici: Mel[5][7], Missy[5], Missie[5], Lissa[5][7]
- Latino: Melissa[1][6]
- Olandese: Melissa[5]
- Polacco: Melisa
- Spagnolo: Melisa[5]
- Svedese: Melissa
- Tedesco: Melissa, Melitta[5]
- Turco: Melis[5], Melisa[5]
- Ungherese: Melissza, Melitta

## Origine e diffusione

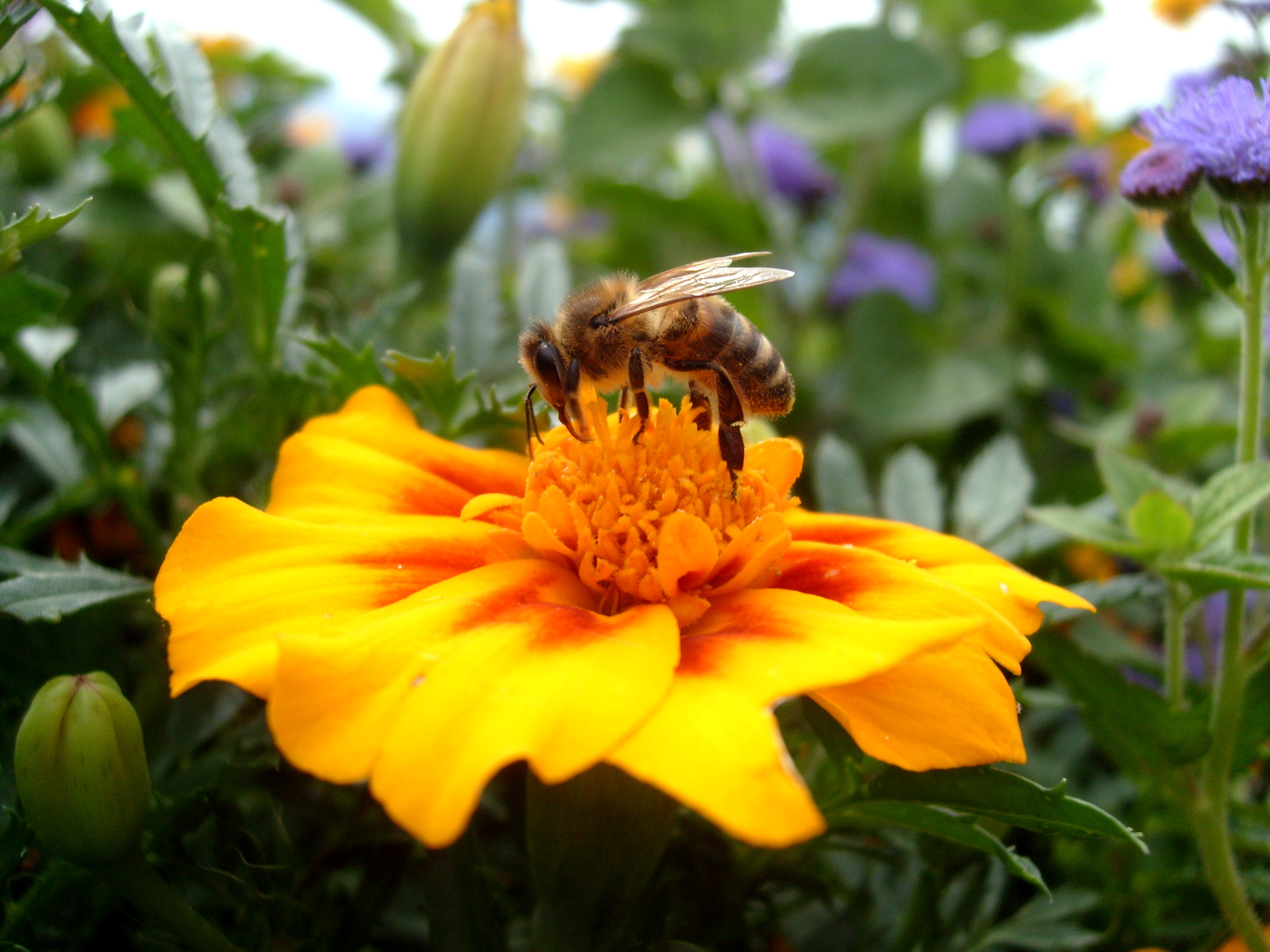
Un'ape europea che raccoglie nettare da un fiore di tagete

Proviene da un vocabolo greco antico, attestato in dialetto ionico come μέλισσα (mélissa) e in dialetto attico come μέλιττα (melitta), a sua volta derivato da μέλι (méli, "miele", da cui anche Pamela, Melita e Mellito); il suo significato è "colei che fa il miele", ossia "ape" (lo stesso del nome Debora), sebbene vada notato che il termine era usato anche per indicare le sacerdotesse pagane, in particolare quelle di Delfi.
Il nome è presente nella mitologia greca con la figura di Melissa, una ninfa a cui Rea affidò il figlio Zeus neonato, considerata l'iniziatrice dell'apicoltura. Il nome è stato usato da diversi scrittori: Ludovico Ariosto lo diede alla fata che assiste Ruggero nell'Orlando Furioso, e il nome appare di conseguenza ne La principessa di Alfred Tennyson e nella Princess Ida di Gilbert e Sullivan, entrambi ispirati a tale opera. In inglese il nome è comunemente in uso dal XVIII secolo; la sua diffusione in Italia è molto recente: secondo dati raccolti negli anni 1970, le donne così chiamate, sparse nel Nord del paese, non raggiungevano il centinaio.

## Onomastico
Il nome è adespota, non essendo stato portato da alcuna santa. L'onomastico può essere festeggiato il 1º novembre per la festa di Ognissanti.

## Persone

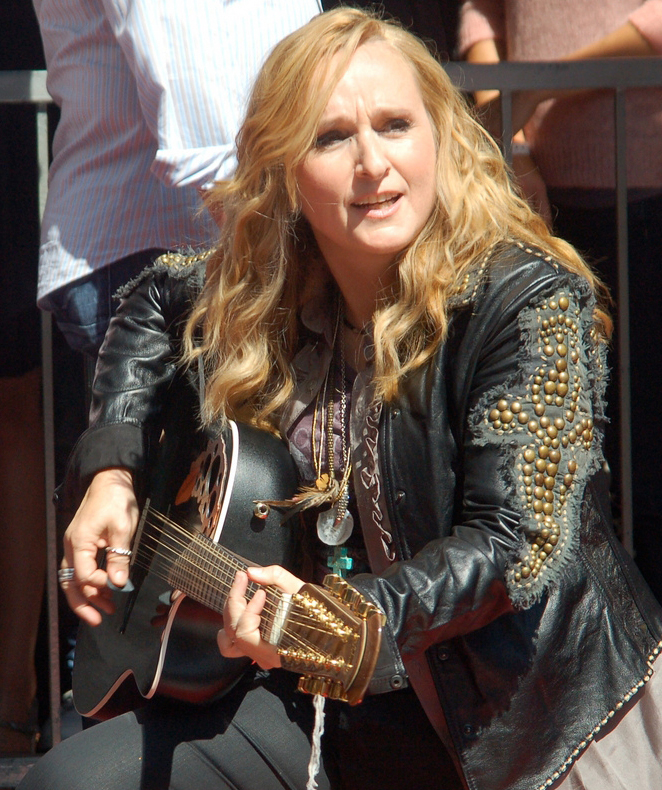
Melissa Etheridge

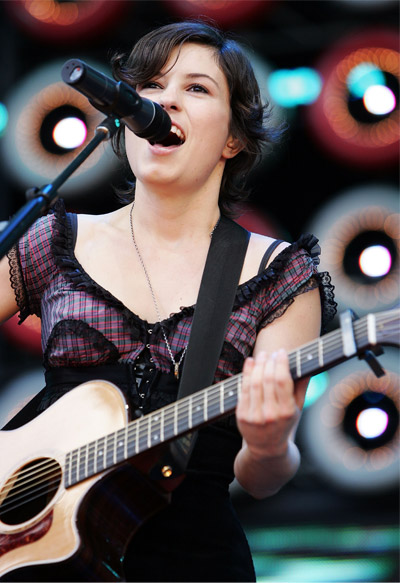
Missy Higgins

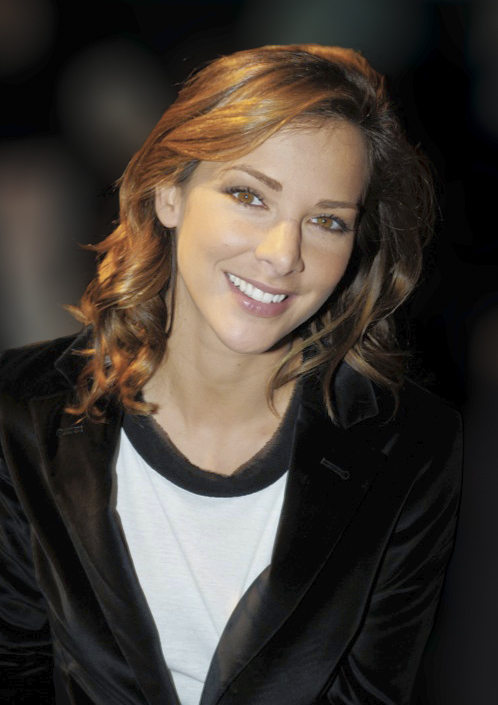
Mélissa Theuriau

- Melissa Sue Anderson, attrice statunitense
- Melissa Auf der Maur, bassista, cantante e fotografa canadese
- Melissa Boekelman, atleta olandese
- Melissa Etheridge, cantante e musicista statunitense
- Melissa Gilbert, attrice, scrittrice e produttrice cinematografica statunitense
- Melissa Joan Hart, attrice statunitense
- Melissa Hayden, ballerina canadese
- Melissa Leo, attrice statunitense
- Melissa McBride, attrice statunitense
- Melissa McCarthy, attrice statunitense
- Melissa Panarello, conosciuta anche come Melissa P., scrittrice, personaggio televisivo e saggista italiana.
- Melissa Rauch, attrice e comica statunitense
- Melissa Satta, showgirl e modella italiana
- Melissa Venema, trombettista olandese

### Variante Missy
- Missy, pornoattrice statunitense
- Missy Elliott, rapper e produttrice discografica statunitense
- Missy Franklin, nuotatrice statunitense
- Missy Giove, biker statunitense
- Missy Higgins, cantautrice australiana
- Missy Peregrym, attrice e modella canadese
- Missy Rayder, modella statunitense
- Missy Stone, pornoattrice statunitense

### Altre varianti femminili
- Melisa Cejas, cestista argentina
- Lissa Labiche, atleta seychellese
- Missi Pyle, attrice statunitense
- Mélissa Theuriau, giornalista francese
- Mélissa Voutaz, sciatrice alpina svizzera

### Variante maschile Melisso
- Melisso di Samo, filosofo e militare greco antico
- Gaio Melisso, commediografo e bibliotecario romano

## Il nome nelle arti
- Melissa è un personaggio dell'opera di Ludovico Ariosto Orlando Furioso.
- Melissa Burke è un personaggio della serie televisiva Melissa & Joey.
- Melissa Chas' è un personaggio della serie televisiva La legge di Milo Murphy.
- Melissa Duck è un personaggio dei Looney Tunes.
- Missy Meany è un personaggio della serie televisiva Ned - Scuola di sopravvivenza.
- Melissa è una canzone dei The Allman Brothers Band.
- Missy Cooper personaggio ricorrente nella serie televisiva The Big Bang Theory e del suo spinoff Young Sheldon.